# Bordj Douis
Bordj Douis ou Douis (em árabe: دويس) é uma cidade e comuna localizada na província de Djelfa, Argélia. De acordo com o censo de 2008, a população total da cidade era de 9 344 habitantes.